# Ла Барба, Фидель
Фидель Ла Барба (исп. Fidel LaBarba; 29 сентября 1905, Бронкс, Нью-Йорк, США — 2 октября 1981, Лос-Анджелес, США) — американский боксёр-профессионал, выступавший в наилегчайшей (англ. Flyweight) весовой категории. Олимпийский чемпион 1924 года. Был чемпионом мира по версии ВБА (WBA).

## Результаты боёв
| Бой | Дата | Соперник | Судьи | Место боя | Раундов | Результат | Дополнительно |
| --- | ---- | -------- | ----- | --------- | ------- | --------- | ------------- |
|     |      |          |       |           |         |           |               |
| Бой | Дата | Соперник | Судьи | Место боя | Раундов | Результат | Дополнительно |